# Kura Saghira
Kura Saghira – wieś w Syrii, w muhafazie Aleppo, w dystrykcie Manbidż. W 2004 roku liczyła 1012 mieszkańców.